# レゴ
レゴ（デンマーク語: LEGO）は、デンマークの玩具会社。
玩具は「レゴブロック」と訳され、日本語の口語でレゴと呼ばれている。非上場企業であり、創業者一族のクリスチャンセン家が運営する持株会社Kirkbi A/Sと財団法人LEGO Foundationが、レゴ社の全株式を保有している。

## 製造
レゴブロックの色は、赤、黄、青、黒、白、灰色である。1990年代から色も増え、濃灰色や緑色、砂色、茶色、ワインレッド、ダークグリーン、パステルカラー、透明のブロックもある。1958年からブロックはポッチ(凸の部分)とチューブ(ブロック裏側の筒状部分)を組み合わせる原理。説明書を読まなくてもそのブロックの機能が分かるようアフォーダンスデザインが取り入れられている。
レゴブロックは世界各地で製造されており、2003年時点では成形はデンマークとスイスの工場で行われている。ブロックの装飾と梱包をする工場はデンマーク、スイス、アメリカ合衆国、大韓民国、チェコにある。レゴブロックの平均生産量は一年間におよそ200億個、一時間におよそ230万個である。
ブロック、車軸、ミニフィグなど、レゴシステムの全部品は製造時に厳しい許容誤差を定められている。部品同士がバラバラにならないよう適度に結合し、分解も容易であるのにちょうどいい結合力を持たせるため、製造誤差の許容範囲が0.002ミリ以内、あるいは0.00008インチ以内とされている。
高い品質を維持するための技術として、金型の容量の小ささが挙げられる。玩具会社によっては、製造費を抑えるために同時に60個の部品を扱える金型を使うことがあるが、レゴの金型は一般的に容量がもっと小さく、精密に機械加工されていて、数万ドルの費用がかかる例も多い。この射出成形金型にはセンサーがついており、質を下げる原因となる圧力や温度の変動を検出できる（金型内部でABS樹脂にかけられる圧力は25〜150トン、温度は摂氏232度にも及ぶ）。金型で成形された製品は人間が慎重に検査し、色や形に目立ったばらつきがないように確認する。使い古した金型は、他社の手に渡らないように建物の基礎に入れられる。成形処理は非常に精密なので、標準規格に適合しない数は、100万個中たった18個である。このような製造への気遣いにより、レゴ社は何十年にもわたって高い品質を維持し、この品質のこだわりのおかげで、30年前に製造された部品と現在の部品はしっかり結合させることが可能になっている。
一般的な玩具メーカーは新製品生産のために設備を更新するが、レゴはブロックの組み合わせを変えてパッケージを用意するだけで新製品を投入できるため、設備をほとんど変更することがなく、高い収益性につながっている。

## 歴史
1916年にビルンに開いた木工所で、オーレ・キアク・クリスチャンセンは地域の農家向けに家と家具を作って生活していた。助けは少数の見習い社員だけだった。1924年、2人の幼い息子が木の削り屑に火をつけたために木工所が火事で焼失したが、オーレ・キアクは災難にもめげず、木工所を大きくする機会だととらえてさらに仕事に励んだ。しかし、まもなく世界恐慌が生活に影を落とすようになった。制作費を切り詰める方法を探すうち、設計支援として製品の縮小模型を作り始めた。作った梯子やアイロン台の模型が、のちに玩具を作るきっかけとなる。
オーレ・キアクは、引き回して遊ぶ木製玩具や豚の形の貯金箱、自動車やトラックの玩具を作り始めた。ささやかな成功を手にしたオーレ・キアクであったが、当時多くの家庭は貧しくて玩具を買う余裕がなく、収益を得るためには玩具だけでなく実用的な家具も作り続ける必要があった。1930年中ごろ、ヨーヨーの流行により一時的に仕事が活発になったが、流行はあっという間に過ぎ去ってしまった。ここでオーレ・キアクは再び不利を利点に変える。ヨーヨーの未使用部品を玩具のトラックに流用したのだ。このころ息子のゴッドフレッドが一緒に働き始める。
1934年、デンマーク語で「よく遊べ」を意味する「Leg Godt」からオーレ・キアクが考えた造語LEGOと社名変更した。LEGOにはラテン語で「組み立てる」の意味がある。プラスチックの使用が広がる時代の流れに合わせ、オーレ・キアクはプラスチック製組み立てブロック玩具の開発を考え始めた。
1947年、オーレ・キアクとゴッドフレッドは、キッディクラフト（Kiddicraft）社が制作したプラスチック製結合ブロックの型見本を入手した。これは自動結合組み立てブロック（Kiddicraft Self-Locking Building Bricks）といって、イギリス人のハリー・フィッシャー・ページがデザインし特許を取得したものであった 。1949年、レゴ社はこれに似たブロックを「自動結合ブロック（Automatic Binding Bricks）」と名付けて発売した。このアセチルセルロース製のブロックは、積み上げて遊ぶ伝統的な木製ブロック（積み木）の精神で開発された相互に結合するプラスチック製ブロックである。ブロックの上部には数個のポッチがあり、底は長方形の空洞になっており、互いにくっつくが、外すことができないほどきつくはない。1953年、ブロックに新しい名前が与えられた。LEGO Mursten、すなわちLEGO Bricks（レゴブロック）である。しかし玩具にプラスチックを採用する試みは、当時の小売り業者や消費者には受け入れられず、売れ行き不振で返品の山となった。「プラスチック製玩具が木製玩具と置き換わることはない」という批判もあったが、オーレ・キアクは気を変えることなくやり通した。
1954年までにゴッドフレッドはレゴ社の常務取締役になっていた。彼は海外の玩具業者と話し合いをした際に、玩具システムの改良案を考え出した。ゴッドフレッドは、創造的な遊びのシステムになる大きな可能性をレゴブロックに見ていた。1958年にポッチとチューブの原理が開発され、オーレ・キアクが死去。ゴッドフレッドが会社を引き継いだ。

### 成長
レゴ社は年々着実に成熟して来た。1959年、社内に「フーツラ（Futura）」と呼ばれる製品開発部門が設立され、少数の社員が配置された。1960年、倉庫が火事になり木製玩具の在庫がほとんど失われたが、幸運にもレゴブロックの製造設備は火災に耐えた。レゴ社はこれを機に木製玩具の生産中止を決定する。年末までにレゴ社の社員は450人にまで増えていた。
1961年から1962年にかけて新しい部品としてタイヤが登場し、自動車、トラック、バスなどの乗り物をレゴブロックで作ることができるようになった。このときまでに、レゴのシステム・オブ・プレイ（遊びのシステム）には50以上のセットができていた。1962年、販売代理店となった朝日通商が日本でレゴブロックの販売を開始する。

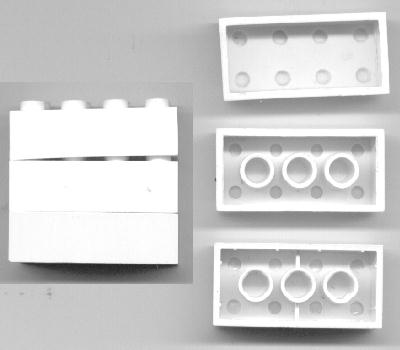
レゴブロックは少しずつ改良されている。古いブロックは歪んでいる場合がある。

1963年、ブロック素材をアセチルセルロースから、より安定したABS樹脂に変更した。ABS樹脂はアセチルセルロースに比べて変色・変形が少なく、熱、酸、塩、その他の薬品に強いという特性があった。ABS樹脂は2025年現在も採用されており、1963年にABS樹脂で作られたレゴブロックと、60年以上の年月を経ても正常に結合させることができる。
1964年、レゴセットに初めて組み立て説明書が同梱された。
1966年、もっとも成功したシリーズのひとつとなるトレインシステムが発売された。トレインセットには4.5Vモーターとレールが同梱され、2年後には12Vモーターが登場した。
1968年6月7日、レゴランドがビルンで開園した。このテーマパークの目玉は、すべてレゴブロックで作られた町の精巧な縮小模型である。広さは3エーカー（1万2,000m2）で、初年度だけで62万5,000人の入場者があった。その後の20年間で面積は8倍以上になり、1年あたりの有料入場者数は100万人近くになった。1968年には1,800万個以上のレゴセットが売れた。
1969年、1歳半以上の子ども向けの新システム、デュプロ（duplo）の販売が始まった。デュプロブロックは、幼児が飲み込まないようにレゴブロックより大きくなっているが、従来のレゴブロックとの互換性を持たせるように設計されている。そのため子供が成長してデュプロブロックを卒業してもそれらを捨てる必要はなく、むしろ｢新しいレゴブロックの大型ピース｣としてそのまま使い続けられるのである。

### 拡大
1970年、従業員数は900人を超えた。その後の数十年は玩具作りにおいても、市場においても、未開拓分野に大きく進出した。
1971年、女の子向けに家具部品とドールハウスを発表。1972年、実際に水に浮かべて遊べるボートと船のセットを出し、レゴ世界の交通分野の可能性を広げた。
この間、ゴッドフレッドの息子ケル・キアク・クリスチャンセン（Kjeld Kirk Kristiansen）が、スイスとデンマークで経営学の学位を取得後、会社の管理職に就いた（ケルの姓が親と違うのは、出生証明書でChをKと書き間違えたのをそのまま使い続けたためである）。会社でのケルの最初の業績は、製造法を最新の状態にし続けるための研究開発部門の設立と製造工場の建設だった。
1974年、腕が可動する人形を同梱した「ホームメーカー」シリーズが初登場し、当時もっとも売れたセットになった。このころからレゴ世界のミニチュア人間が登場しているが、現在の「ミニフィグ」とは違ってどこも可動せず、頭部には顔が印刷されていなかった。また、レゴの生産工場がアメリカ合衆国コネチカット州エンフィールドに建設された。
1975年、対象年齢を高く設定し、細かい部品が多くリアルな車やバイクを作ることのできるホビーセットシリーズが発表される。1977年、1970年から販売されていたギアーセットをより精緻にしたエキスパートビルダーセットが登場する。これは、歯車、差動歯車、レバー、車軸、自在継ぎ手といった動く部品が特徴で、機能するラック&ピニオン式のステアリングや本物そっくりなエンジンの動きを備えた自動車といった精巧な構造模型を作ることができた。
1978年、レゴの世界に「ミニフィグ」が追加された。手足が可動し、顔には笑顔が印刷されている人形である。以降、ミニフィグに大きさを合わせた建物や道路、乗り物、鉄道、ボートなどを揃えて、笑顔の市民が住んでいる精巧な町を作れるようになった。試作段階のミニフィグは肌の色や表情が多様だったが、採用されたのは黄色い肌と標準的な笑顔のみであった。黄色が選ばれたのは人種差別などないニュートラルと幸せ感とを表現するためという理由である。のちのスター・ウォーズやハリー・ポッターなどの版権商品では特定の登場人物を現すミニフィグが登場するようになり、2003年のレゴ・バスケットボールの登場とともに肌の色が増えた。同年、日本法人の日本レゴが設立された。
1979年、宇宙シリーズが発表された。宇宙飛行士のミニフィグ、ロケット、月面探査車、宇宙船が登場し、人気シリーズとなった。また、低年齢層を対象にしたファビュランド（FABULAND）と、小さな女児を対象に宝石要素を取り入れたSCALAシリーズが登場した。ケルがレゴ社の社長になり、引き続きレゴ社の強さが維持された。
1980年、レゴブロックは有益な教材となりうると判断した教師たちは、1960年代からレゴブロックをさまざまな形で授業に取り入れてきた。その結果、この年に教育製品部門（のちのLEGO DACTA）が設立された。この年、梱包・組み立て用の工場がスイスに、タイヤ部品を製造する工場がデンマークのユトランド半島に建設された。
1981年、レゴトレインの第2世代が登場。従来通りの4.5V（電池式）と12V（コンセント式）のほかに、作業灯や、リモコン式のポイント、信号機、連結解放器など、さまざまな小物が追加された。1982年、エキスパートビルダーシリーズが発達してテクニックシリーズとなる。
1982年8月13日、レゴ社は50周年を迎える。これを記念して、『遊びの50年（50 Years of Play）』という本を出版した。
1983年、デュプロに、さらに対象年齢を下げた幼児向けセット（Primo）が加わる。ガラガラと手足が可動する人形つきのセットである。1984年、レゴ・お城シリーズが登場し、ミニフィグに騎士や馬が加わった。
1986年、ライトやブザーなど、新たな遊びを提供する「ライト&サウンド」が登場。レゴ社の教育部門から、テクニック・コンピューター・コントロールが発表された。これはテクニックシリーズのロボットやトラックなどのモーター付きモデルをコンピューターで制御できる教育システムである。ブラジルのマナウスにレゴの工場が建設された。テクニックシリーズに空気圧シリンダーが追加された。
1988年8月、第1回レゴ・ワールドカップ・ビルディング・コンテストがビルンで開催され、17か国から38人の子供が参加した。
1989年、レゴ・南海の勇者シリーズとして海賊が登場した。海賊船・総督軍との戦い・絶海の孤島や財宝を主題にしたシリーズで、ミニフィグの表情が海賊風になっている。標準の笑顔ではないミニフィグが採用されたのはこれが初めてである。レゴ社の教育製品部門が、 レゴ・ダクタ（LEGO DACTA）と名を変えた。名前の由来はギリシャ語の「Didactic」で、大まかに言えば「学習過程の研究」というような意味の言葉である。MIT（マサチューセッツ工科大学）のコンピュータ学習研究所のセイモア・パパート（Seymour Papert）博士が、プログラミング言語 Logoとレゴ製品を連動させる研究にちなんで、レゴの学習研究教授（LEGO Professor of Learning Research）に任命された。日本法人の日本レゴがレゴジャパンに社名変更。
1990年、上級者向けの新シリーズとしてモデルチームシリーズが登場した。レーシングカーやオフロードカーなどを、それまでのレゴシリーズにはなかった微細さと写実性で再現しているのが特徴である。テクニックシリーズが機械的精密さを追求したシリーズだとすれば、モデルチームシリーズは見た目・造形の精密さを追求したシリーズであると言える。この年レゴ社は、ヨーロッパで唯一の、世界10大玩具会社のひとつになった。ビルンのレゴランドの入場者数が100万人を超えた。初のレゴの経営力学教授（LEGO Professor of Business Dynamics）であるザビエル・ギルバート（Xavier Gilbert）が、 スイスのローザンヌにある経営開発国際研究所（International Institute for Management Development）で冠講座を任された。

### 新事業と経営不振

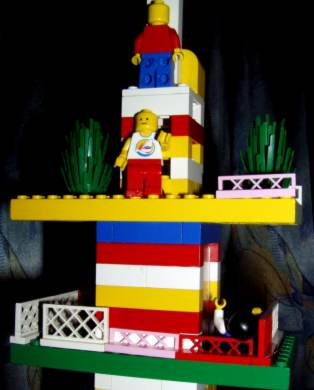
レゴには多種多様な部品が存在する

1980年代後半に各国でレゴの基本特許が切れて、値段の安い類似のブロックを製造するメーカーが次々と出てきた。テレビゲームの誕生により、レゴで遊ぶ平均年齢が下がっていった。1990年代後半からレゴの売り上げとシェアは落ちていった。
1998年、創業家3代目のケル・キアク・クリスチャンセンCEOはバング&オルフセンを再建したポール・プローメンをCOOに招いて難局打開を託した。プローメンは「脱ブロック」を号令に多角化を指示し、テレビゲーム開発、教育事業強化、テレビ番組制作、直営店経営、レゴランド事業の拡大に乗り出した。従来のレゴブロックとは互換性のない新シリーズも投入した。『スター・ウォーズ』シリーズはレゴ史上最大のヒットとなり、以後も『ハリー・ポッター』などの人気映画との提携を続けることとなる。しかし大半は失敗に終わり、さらに互換性のない新シリーズ投入は固定ファンを怒らせ、ブランドの信頼を落とす結果となった。
2002年12月期は「スター・ウォーズ」シリーズによって営業利益で8億デンマーク・クローネ（当時で約140億円）と過去最高を記録したが、映画公開のない年は業績が大きく落ち込み、2004年12月期には損益18億デンマーク・クローネ（当時で約310億円）の赤字となり、自己資本比率は5.9%と危険水域まで下がり、身売りの噂が流れるようになった。
- 1991年 - 電気部品と電気システムの標準化を行う。トレインシリーズのモーターをテクニックシリーズと同様に9Vにして、他のレゴシリーズにも合うようにした。
- 1992年 - デュプロに螺旋回し、レンチ、ナット、ボルトが特徴のツーロ（Toolo）シリーズが追加。また、女の子向けにふんだんにパステルカラーを用いたパラディサ（Paradisa）シリーズが登場。
- 1993年 - デュプロトレインと、レゴブロックを床から回収するブロック掃除機（Brickvac）が登場した。
- 1995年 - 生後6か月から2歳向けのレゴ・プリモが発売された（当初はレゴ・デュプロのプリモシリーズとして登場し、1997年にレゴ・プリモとして独立。2000年にレゴ・ベビーに改称）。ブロックのポッチの部分が丸くなっており、踏んでも怪我をしにくくなっている。専用のジョイントパーツを用いることでデュプロブロックとつなぐこともできた。

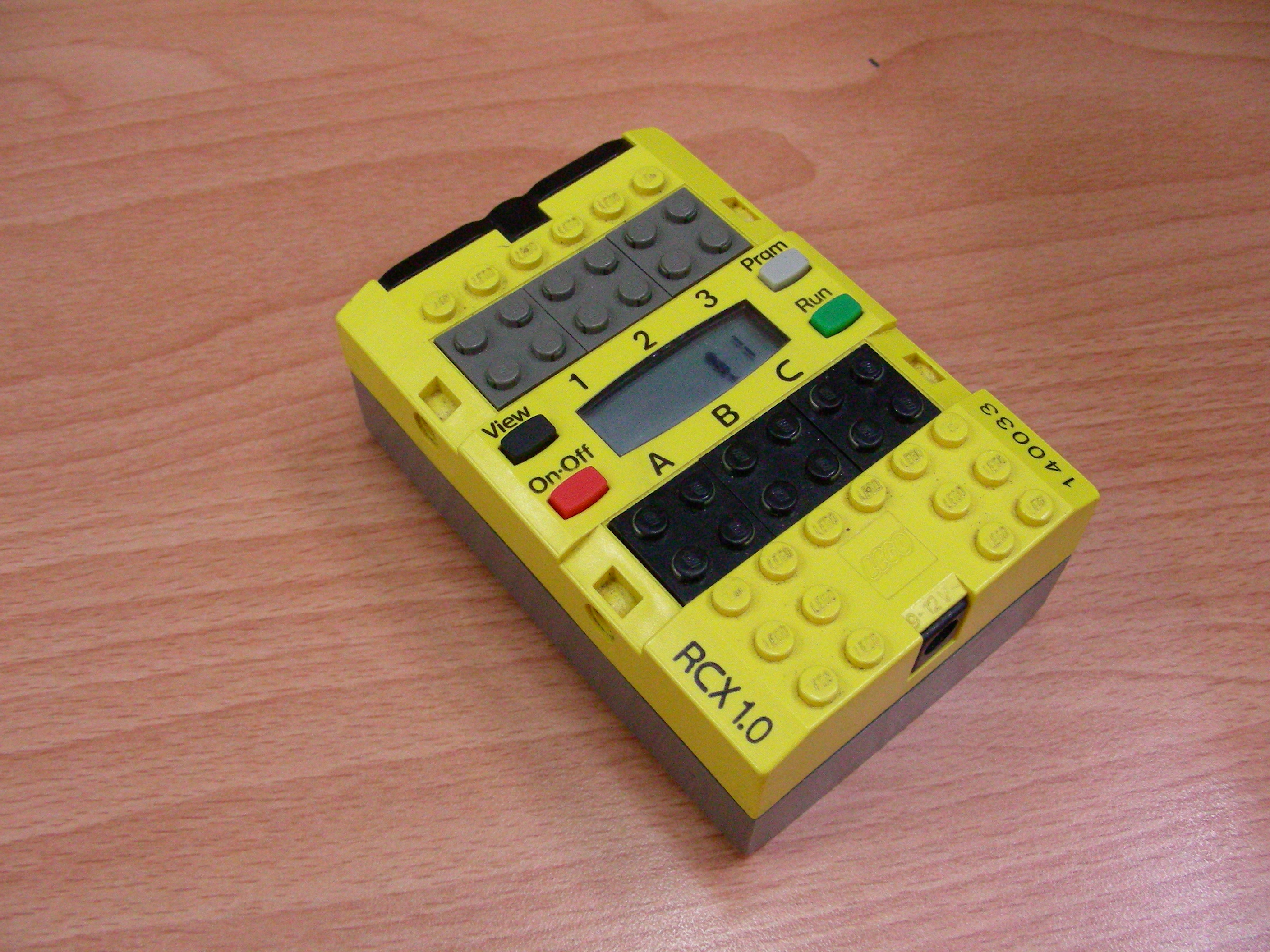
MINDSTORMS RCX

- 1998年 - プログラム可能なブロック「RCX」をシステムの中心に据えたマインドストーム（MINDSTORMS）シリーズが発売された。RCXは光センサーなどの入力端子とモータなどを動かす出力端子を持ち、内蔵するマイコンによる制御が可能で、自立的なロボットを作ることもできる。RCXのプログラムはパソコンを使用し赤外線を使って転送する。
- 1999年 - レゴブロック初のライセンス商品としてレゴ・スター・ウォーズ・シリーズが登場、デュプロからはくまのプーさんが登場した。
- 2000年 - テクニックシリーズから男の子向けアイテム「バイオニクル（BIONICLE）」が発売。それまで導入されてきた「スライザー」「ロボライダー」といったテクニックシリーズ規格のニューアイデアをより洗練させたもので、おもに人型の機械生命体を主人公とし、球体関節を用いたさまざまなポーズでの固定が最大の特徴だった。バイオニクルシリーズが大きなヒットとなったことを受け、DVDや漫画、ゲーム、文庫本など様々なメディアでも展開された。
- 2002年 - ベビーとデュプロの統合新ブランドとしてレゴ・エクスプロアの展開を開始。

### リストラと再生
2004年、クリスチャンセンCEOは入社3年目、35歳の元コンサルタント、ヨアン・ヴィー・クヌッドストープをCEOに抜擢した。クヌッドストープは全社員の3分の1である1,200人をカットし、製品も3割削減、直営店も閉鎖し、ゲームやテレビ番組制作事業から撤退するとともに、レゴランドを投資ファンドに売却した。その後、創業者の理念「子どもたちには最高のものを」をもとに、新しい価値観として「最大ではなく最高を目指す」と定め、高級玩具市場をターゲットに絞って高いシェアを獲得することを目指した。最後にレゴが手掛ける中核事業をブロックの開発・製造に改めて定義し、収益管理を徹底するため、製品毎に利益やコストの目標を定める数字を伴ったルールを導入するとともに、製品開発にも使えるパーツを制限する、顧客との対話を徹底するなどのルールを導入した。
同年、レゴ・エクスプロアを終了し従来のベビー、デュプロにブランドを戻した。またデュプロシリーズより低年齢層向けのクワトロ（Quatro）シリーズが追加された。このブロックは乳幼児向けのため素材も通常製品より柔らかく、デュプロシリーズより一回り大きくなっている。従来製品よりも外れやすい反面、怪我をしにくいように改良されている。またデュプロシリーズとは互換性があり混在可能となっている。
2006年より製品の企画・開発時にすべての要素を可視化する「イノベーション・マトリクス」を導入した。製品開発の全工程が一覧できるようになり、ノウハウが可視化されて全社員に共有されることにより、新製品の展開に伴う戦術が立てやすくなった。
2010年、ミニフィグ同士をスピナーにセットし回転させバトルするレゴ・ニンジャゴーが登場。同時に、レゴ社初のアニメーションテレビ番組『スピン術の使い手 レゴ・ニンジャゴー』も制作された。この年、『Working Mothers magazine』誌において、「働く女性のための会社上位100」にレゴ社が選ばれた。
2012年、女の子向けの新シリーズ、レゴフレンズが登場した。
2013年12月期は売上高営業利益率32%、ROE58%を達成し、2014年上期の業績ではマテル（バービー人形などを制作）を抜き、玩具世界一となった。
2016年の売り上げ額は約380億クローネ、従業員数は1万8,200人となっており、売上額は10年前の約5倍、従業員数は4倍強と成長した。この間、工場の所在地もメキシコやハンガリー、デンマークにも開設している。

## 20世紀では
レゴブロックには時代やシリーズを超越して共通する互換性という大きな特徴があり、たとえば10歳の子が1歳のころに遊んだデュプロをテクニックシリーズに混ぜて遊ぶということもできる。このように利用者の年齢に柔軟に対応できるため、レゴブロックは他の積み木や流行玩具のように、利用者が成長すると今までの玩具がゴミに変わるという無駄が起きない。経済的にも環境にも優しい玩具と言える。
プラスチックのブロックが世に出て以来、数千ものセット商品が販売されて来た。その題材は多岐に渡り、映画・ゲームや企業とのコラボ商品も展開されてきた。
こうしたテーマの広がりの中、1990年代中盤以降の一時期、製品の部品構成の簡素化が進み、車なら車の形状がある程度できあがっているようなセットすら登場したこともあったが、2000年代に入ってからはこうした製品は影をひそめ、きちんと段取りを踏んで形を作る製品が復活している。また、ミニフィグ基準のスケールでできた製品にとどまらず、小さく精密なセットやかつてのモデルチームシリーズの流れを汲むような複雑なセットが多くラインナップされるようになった。
日本のレゴブロック愛好者のなかには、年々増えるブロックの種類によって写実性のある表現が可能になる満足感を持つ一方で、過去の製品の現実的過ぎない記号性への憧憬という相反する思いを持つ者もいる。また、その固さから、幼児でも容易に扱えない難点が指摘される。
造形に用いられるブロック部品以外にも、モーター、歯車、ライト、音が出る装置、カメラなどの部品があり、ほかのレゴ部品と一緒に使うことができる。前述のようにMINDSTORMSでは、パソコンでプログラミングを行えば、非常に複雑な動作をさせることもできるようになった。2016年6月、レゴ・エデュケーションはレゴ マインドストームよりも対象年齢を下げ、小学生から使える子ども向けのロボットプログラミングキット「Lego WeDo 2.0」を日本で発売した。それまでの「Lego WeDo」はレゴの教育用セットとして教育機関や法人向けで、かつPCからの制御のみであったが、Lego WeDo 2.0」は一般向けで、Windows、MacのほかにAndroidとiOSのタブレットでも制御可能となっている。
女の子向けの路線もいくつか強化を受け、旧来のレゴ部品の範囲で、テクニックシリーズのような大きな可動人形が特徴の女の子向けのシリーズのBelville、 さまざまなパーツのつけ替えが楽しめるアクセサリーセットのClikitsなどが発売された。
2014年に「スター・ウォーズ」や「レゴムービー」など、何らかのストーリーに沿って開発された「プレイテーマ」が年間400近く開発され、その新商品の売り上げが年間収益の約6割を支えている。
2024年に販売されているブロックは、対象年齢が小さい順に大まかに分けるとレゴ・デュプロ、レゴブロック（4+）、レゴブロック、レゴ・テクニックである。レゴ・デュプロはサイズが2倍大きな1.5〜5歳向けのシリーズである。デュプロの穴2個分でレゴブロックの穴8個分となり、互換性がある。レゴブロック（4+）は普通のレゴブロックと同じサイズであるが、ある程度形になった大きなパーツが含まれており、シール貼りの作業も工程にない、「組立」を学び始める4歳向けのシリーズである。レゴブロック、レゴ・テクニックの対象年齢はセットによって異なっている。

## 日本でのレゴ
レゴブロックは、1962年から貿易商社の朝日通商が窓口となって日本市場にも導入され始めた。しかし、当初は都市部のデパートや、大きな玩具店などにしか出回ることがなかったうえ、その価格も当時で数百円から数千円と非常に高価であり、裕福な家庭の親が買い与える知育玩具というイメージが強かった。
1969年からは知育玩具輸入販売会社「不二商」がレゴブロックの販売を担当していた が、1978年、レゴ社は現地法人「日本レゴ株式会社」を設立し直接輸入販売を手掛け始めた。レゴブロックはまだ国産品に比して高価な印象があったうえ、ヨーロッパから非常に遠いアジアの市場規模では需要も決して多いとはいえず、発売されるアイテム数も本国に比べると非常に見劣りするものであったが、徐々に日本市場へ浸透していった。
その後、レゴブロックが広く知れ渡るにつれ、似たアイデアのものや、寸法まで同一の商品が1960年代を中心に日本市場にも出回った。このうち特に有名なものは河田のダイヤブロックと任天堂のN&Bブロックである。ダイヤブロックは「複数の突起を持った表側とこれをはめ込む裏側のある直方体形状」という構造は似ているが、規格寸法は異なる。N&Bブロックは、基本となる直方体の形状と寸法がレゴブロックと寸分たがわず、訴訟にもなった。
レゴブロック自体の知名度と比例するように、欧州に存在するLEGOブロックテーマパークレゴランドの日本進出を期待する声が高まったが、まずレゴランド誘致都市として名乗りを上げた千葉県千葉市は、諸般の事情により2003年に誘致を断念した。それから約10年間が経過した2014年に愛知県名古屋市港区に立地する金城ふ頭に日本初のレゴランドとなる「レゴランド・ジャパン」を進出するとの決定が、デンマークのLEGO本社から発表された。2015年には名古屋市内で着工式典が行われ、2017年4月1日にオープンした。
- 1969年 - 知育玩具輸入販売会社「不二商」がレゴブロックの販売を担当[11]。
- 1978年 - レゴ社は現地法人「日本レゴ株式会社」を設立し直接輸入販売を開始[12]。
- 1989年 - 「日本レゴ株式会社」から「レゴジャパン株式会社」へと組織変更[13]。
- 1990年代 - 千葉県千葉市の幕張地区にレゴランドを誘致する計画が浮上した。しかし日本のバブル崩壊の影響などもあって最終的に計画は断念された。
- 1991年 - レゴ社とナムコが提携し、プライズマシン用のレゴブロックのミニセットを製造。車の他、お城や海賊のセットなどがラインナップされた（ナムコの季刊無料雑誌『ノワーズ』第3号および第7号）。
- 1998年 - レゴお城シリーズに「忍者」テーマが登場。以後3年ほど継続された。内容的には「外国から見た日本趣味」的な色が濃いものの、服装や小物などの造形は比較的正確なものといえた。カバヤ食品が、レゴブロックのミニセットとガムをパッケージにした玩具菓子の販売を始める。テーマはお城、テクニック、バイオニクルなど多岐に渡った。天皇・皇后（いずれも当時）がレゴランドビルンを訪問。
- 1999年 - 1990年代末より、レゴブロックをサブカルチャー的なアイテムとしてとらえる動きが多くなる。渋谷パルコにて「レゴ・マニアックス展」が開催されたのに続いて、翌2000年にも「レゴ・デラックス展」が開催されている。また、同年より「スター・ウォーズシリーズ」が発売されたことで、従来あまりレゴブロックに縁がなかったファン層の獲得に成功した。
- 2000年 - 前年の松屋銀座における小規模な展覧会「建築家とレゴ展」を踏み台に青山スパイラルで「レゴと建築展」が開催された。日本初のレゴ専門店「クリックブリック」の展開が始まった。
- 2002年 - コカ・コーラ社のプロモーションとして、「サッカー」テーマのミニセットが飲料のオマケに付いていた。コカ・コーラ社からは、これ以外にも「スタジオ」シリーズのプロモーションセットがリリースされた。
- 2003年 - 渋谷パルコにて「レゴで作った世界遺産展」が開催された。これは全国各地を巡回したあと、さらに新作を加えて2008年にも同所で開催された。
- 2004年 - 栃木県那須郡那須町にある遊園地「那須ハイランドパーク」で、「レゴ博」が開催された。これを契機として、2006年より常設展示の「レゴスタジアム」がオープン。東京タワーや渋谷・浅草などの日本の風景を総数約150万個のレゴブロックで再現している。レゴモデルビルダーの仕事場を忠実に再現した「レゴビルダー工房」や、限定商品や新製品を扱うショッピングエリア、自由に遊べるプレイエリア「ふあふあ&プレイエリア」なども設置されている。
- 2005年 - テレビ東京系の番組「TVチャンピオン」にて、レゴブロックをテーマにした対決が放映された。これは2008年の第3回まで続き、2010年と2011年には復活特番として開催されている。第2回では決勝をデンマークのレゴランドにまで遠征して行った。なお、第2回まではレゴという商標は表立っては使用されず、「ブロック玩具王選手権」として放映された。
- 2006年 - 人型ロボットを製品ラインの主役に据えた「エクソ・フォース」テーマの展開が始まった。日本的な人物名とカラフルなツンツン髪などアニメ的な容姿のキャラクター、パッケージやロボットのボディに配された漢字などが、日本のロボットアニメを強く意識していることを伺わせている。このシリーズの日本における販売プロモーションには「超時空要塞マクロス」などのアニメ作品のメカデザイナーとして知られる河森正治が関わっており、その影響もあってシリーズ最後期にはよりアニメ的センスを加えた製品がリリースされるに至っている。なお、河森は以前より、ロボットの変形システムの検討にレゴブロックを多用していることを公言している。
- 2008年 - 王子ネピアとのコラボレーションにより、フィギュアスケーター・浅田真央をかたどったジャンボフィグ（ミニフィグを店頭販促用にスケールアップしたもの）を1体制作、応募者に抽選でプレゼントするキャンペーンが実施された。彼女はレゴ好きとして知られ、スケートの大会では演技後に花束などとともにレゴ製品の入った袋を渡されたりするシーンが見られる。
- 2009年 - 那須ハイランドパークにおいて「レゴタワー（レゴブロックを塔状に積み上げる）」を製作するイベントが開催され、世界新記録（当時）となる高さ29.7メートルのタワーを作ることに成功した。このタワーには43万個ものブロックが使われたという。また、同年11月には無印良品とのコラボレーションで「紙とあそぶレゴブロック」が展開された。
- 2010年 - ミニフィギュアシリーズを発売。日本ではタカラトミーアーツからガチャガチャで同年7月に第1弾（SIDE A・B各8種の計16種）が発売された。海外ではブラインドによる一般的な販売方法で展開しているが、日本では唯一カプセルトイとしてガチャガチャで発売している。以降のシリーズもガチャガチャで展開している。同年12月には忍者をテーマにした「NINJAGO」を2011年の新シリーズとして発売した。
- 2011年 - 2009年ごろから有人潜水調査船「しんかい6500」をレゴにしようという試みが、レゴ社公認の商品化サイト「LEGO CUUSOO」で行われ、商品化に必要な1,000票以上を獲得、商品化が実現した。この商品は日本限定販売であり、パッケージに日本語の解説文を書き込み、日本語の解説ブックレットが封入されるという初めての試みがなされている。同年1月からは商品の宣伝や一般の子どもたちの作品を紹介する『レゴスタ』をコロコロコミックやテレビ東京（関東ローカル）にて開始した。同年7月には戦艦大和などの大作を制作したことで知られる三井淳平が日本人で初めてのレゴブロックのプロビルダーに認定された。
- 2014年 - この年限りで日本限定セットとして長年親しまれた赤いバケツ、青いバケツの生産を打ち切る。
- 2015年（〜2016年） - 昭和シェル石油が同ブランドのハイオクガソリン「V-Power」のプロモーションの一環として、同製品購入者に限りフェラーリのミニキット（車両および情景セット計6種）が購入できるというキャンペーンを行った。2016年2月から第2弾（商品は同一）が行われたが、今回はそれだけでなく同社の決済システム「EasyPay」新規会員には同キットが1点プレゼントされた[14]。
- 2015年 - 愛知県名古屋市の金城ふ頭地区にレゴランドが初進出することが決まり、着工式典が挙行された。
- 2017年4月1日 - 日本国内初のレゴランドとなる「レゴランド・ジャパン」がグランドオープン。

## 商標
レゴという名前は、レゴ社の玩具を指す言葉としても使われるようになっている。多くの人がレゴブロック自体をレゴと呼び、さらには類似のプラスチック製ブロックもレゴと呼ばれることがある（商標の普通名称化）。レゴ社としては、商品自体をレゴという商標で呼ぶことに反対しており、1970年代と1980年代のレゴのカタログには、レゴはブランド名であり特別な言葉にし続けたいこと、レゴ社のブロックはレゴブロックと呼んで欲しいという希望が書かれている。しかし、2010年代以降のレゴのカタログでは単にレゴと表記している事も多い。
なお、 LEGOはすべて大文字で書くのが正式である。
レゴの特許が切れた1988年以来、Tyco、メガブロック（日本ではバンダイから発売）、COKOなど多くの会社がレゴブロックに似た結合ブロックを販売している。これら他社製品の多くはレゴブロックと互換性があり、レゴセットより価格が安く設定されており、本物のレゴ製品と混同する可能性がありレゴ社の悩みの種となっている。
問題としているブロックのひとつに、中国の天津COKO玩具有限公司が製造しているCOKOがある。2002年、スイスにあるレゴの子会社インターレゴAGが著作権侵害を理由に同社を提訴した。多数のCOKOブロックが権利を侵害している事実が第一審で分かり、著作権を侵害しているブロックの製造中止と、北京日報紙上での公開謝罪、賠償金の支払いを命じる判決が出た 。
販売において自社の製品との混同を意図的に用いたとして、COKO 製品を販売するBiltema社に対するノルウェーでの訴訟で2003年にレゴ社は勝訴した 。
2003年、レゴに似た「Enlighten」という製品の大きな積み荷がフィンランドの税関で押収された。Enlightenの外箱は、レゴブロックの外箱と類似していた。中国の製造業社が法廷に姿を現さなかったため、レゴ社は積み荷の破棄を命じる欠席判決を勝ち取った。レゴ社はブランド名の混同を防止し消費者を潜在的な粗悪品から守りたいとして、5万4,000セットの廃棄処分の費用を請け負った 。
レゴ社はメガブロックの生産中止を期待して、レゴブロックの凸部のある外観を「LEGO Indicia」として商標登録しようと試みたことがある。カナダの連邦裁判所は2002年5月24日、レゴブロックのデザインは機能的な要素なので商標保護の対象にならないとして退けた 。レゴ社は控訴したが、連邦裁判所は2003年7月14日、これを退けた。

## 表現のツールとして

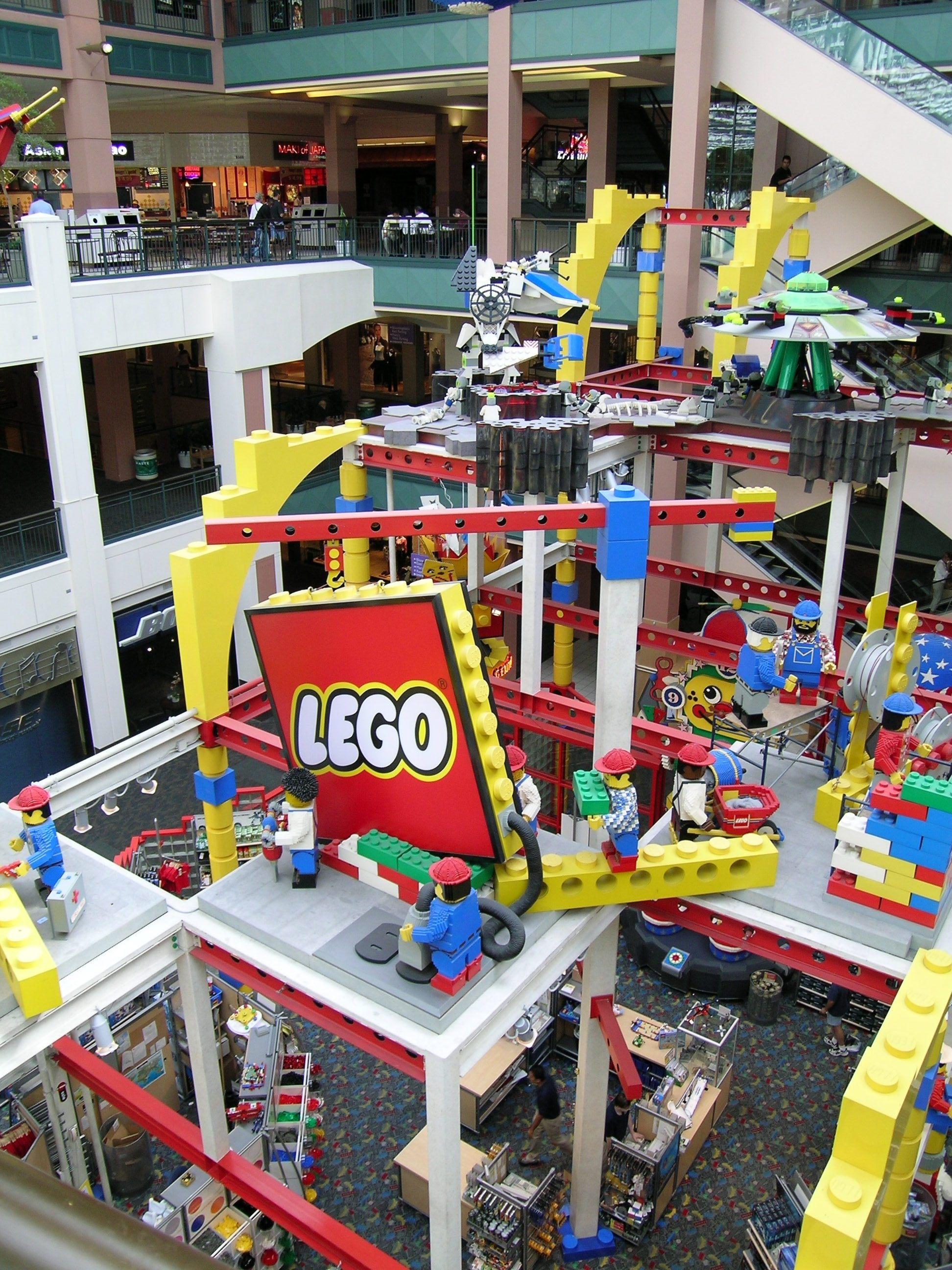
アメリカ・ミネアポリス郊外のモール・オブ・アメリカにある巨大なレゴの展示物

レゴブロックの使用目的は「おもちゃ」の域に留まらず、これで彫像を作ったり、モザイクで巨大な絵を作ったり、複雑な機械を作ったりするような、熱狂的な愛好者が多く存在する。なかには、数十万個の部品を使った重さ数十キロの彫像作品もある。実際に機能する南京錠や振り子時計、さらにハープシコード、エアコンまでもがレゴで作られている。また、ルービックキューブを解くという難しい技を、レゴのモーターとカメラを使って行う作品もある。
ポーランドの芸術家 Zbigniew Libera は、アウシュビッツを題材にした架空のレゴシリーズ「レゴ強制収容所（LEGO Concentration Camp）」という作品を発表した 。
アメリカのロックバンドホワイト・ストライプスの歌「フェル・イン・ラブ・ウィズ・ア・ガール」（Fell in Love with a Girl）のミュージック・ビデオにもレゴが使われている。監督のミシェル・ゴンドリーは、まず実演をビデオに撮影し、それをデジタル化した動画を、すべてレゴブロックで再現してコマ撮りアニメにした。この作品は2002年にMTVのビデオミュージック賞を受賞した。モンティ・パイソン・アンド・ホーリー・グレイルのDVDには、レゴのミニフィグで『キャメロット』のミュージカル場面を再現した作品が収録されている。
ブレンダン・ポウエル・スミス牧師はレゴの聖書を作った。The Brick Testament には、そのレゴ聖書の写真が2,000枚以上掲載されている。大学教授デーヴィット・ガントレットによる theory.org.uk には、社会理論家のレゴ版がある。LDraw というソフトウェアを使えば、レゴの3DCGを作ることができる。ブロックの高い精度を利用して、物体の正確な寸法と相対位置を認識させるコンピュータビジョンの研究でも、テストデータの作成に使われている。
レゴブロックを使った自作のデジタル動画は、「レゴスタジオ」という製品を使って作ることもできる。これには、レゴウェブカム（LogitechのUSB QuickcamのOEM）や、コンピューターに録画するソフトウェア、カメラに写らない場所からミニフィグを操作するための透明なプラスチックの棒、スティーヴン・スピルバーグに似たミニフィグが付属している。
1992年、ギネスブックにレゴ製品で作った物が2件登録された。一つは、4.45メートル×5.22メートルの世界最大の城で、スウェーデンのテレビ局が40万個のレゴブロックで作ったもので、もうひとつは、545メートルの長さの線路と機関車3両である。その後も多くの挑戦者が数々のレゴ種目の記録を競い、ギネスブックにはレゴの記録が単独カテゴリで存在する。

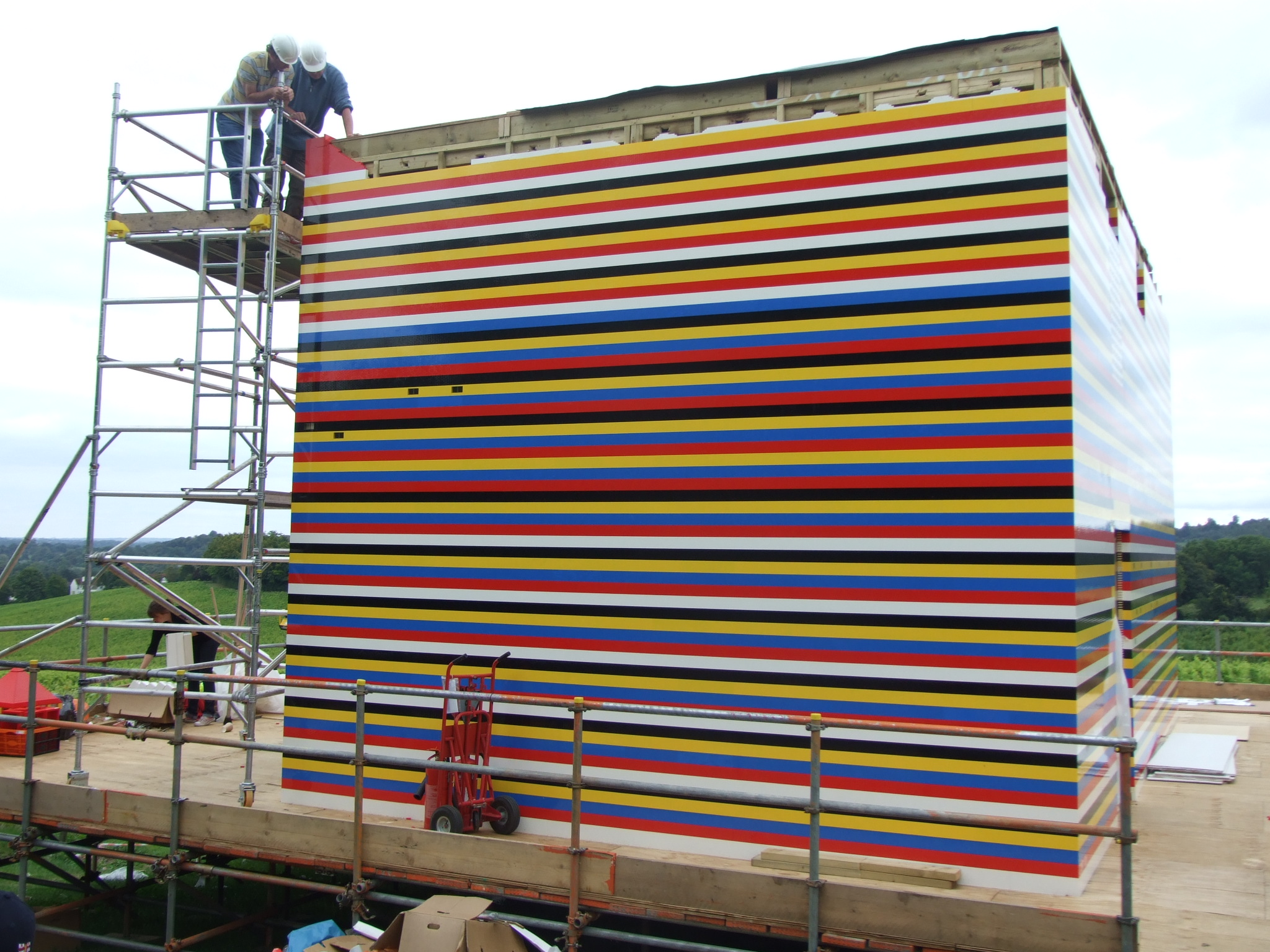
レゴ製の家

2009年9月にはBBCのテレビ番組『James May's Toy Stories』において、約330万個のレゴブロックを使って一軒家を建設し、番組の司会者であるジェームズ・メイがその家で数日間生活するという企画を行ったことがある。番組ではこの家の買い手を募集したが購入希望者は現れず、結局9月下旬には家は取り壊され、使用されたレゴブロックはチャリティーオークションにかけられた。

## レゴランド (テーマパーク)
レゴランドはレゴのテーマパークで、デンマークやイギリス、日本など世界の数箇所にある。世界の有名なランドマークをレゴブロックで再現した巨大モデルがなど展示されているほか、さまざまなアミューズメント施設を備える。
「レゴランド・ディスカバリー・センター」はレゴランドより小規模な屋内型アトラクション施設。

## レゴビルダー

### モデルビルダー
レゴ社の社員として、イベントの展示作品を作るとともに、子供向けの制作教室を開いている。レゴ社の各国法人が募集し、テストの結果レゴ社本社より認定される。日本では2002年にレゴジャパンの直江和由が認定されたのが第1号である。

### マスターモデルビルダー
レゴランド・ディスカバリー・センターごとに1名だけ配属され、施設内で開催するワークショップの運営、モデル考案、制作を行うとともに、イベント用の大きな作品の制作を行っている。コンテストで選ばれ、各レゴランド・ディスカバリー・センターの運営元の社員となる。日本では「レゴランド・ディスカバリー・センター東京」に所属する大澤よしひろが最初。「レゴランド・ディスカバリー・センター大阪」のマスターモデルビルダーとなったなかやまかんなは、世界で13人目、世界初の女性である。

### レゴ認定プロビルダー
レゴブロックの名前とブロックを使ってビジネスをすることをレゴ本社が承認する制度。認定プロビルダーは、レゴブロックを使った制作や啓蒙などさまざまなビジネスを行っている。レゴの製品開発の支援を取ることもある。レゴの専任担当者が情報を集めて候補者に直接コンタクトを取り、手続を経たうえで認定される。プロビルダーはレゴ社の所属ではない社外の人間であるが、レゴの担当者と直接連絡を取ることができ、レゴを使ったアイデアの相談なども行える。日本では2011年に三井淳平が初めて選ばれた。

## 主な玩具商品

### レゴ街（レゴシティ）シリーズ
1960年代から1980年代にかけ多数発売され、警察署・消防署やガソリンスタンドなど町の代表的な建物や乗り物など多数商品化された。

### レゴトレイン
1966年に発売された。軌間は37.5ミリで2010年以降の製品は車両に乾電池を搭載し、赤外線リモコンで操作する。過去にはレールから給電する物や乾電池を搭載して車両に付いたスイッチで操作する物も存在した。

## レゴを題材にした作品

### テレビゲーム
「スター・ウォーズシリーズ」「インディ・ジョーンズ シリーズ」「バットマン」のキャラクターがレゴブロックになっただけではなく、アクションや映画の名シーンを忠実に再現している。「レゴ」の世界観で、子どもから大人まで誰にでも簡単に楽しめる内容となっている。イギリスのゲームメーカーのTT Games（TT Fusion、Traveller's Tales）が開発し、エレクトロニック・アーツやアクティビジョン、近年ではおもにワーナー・ブラザースが販売している。なお、CERO審査では、一部を除いてCERO：B（12才以上対象）に区分されている。

#### レゴ スター・ウォーズシリーズ
- 「レゴ スター・ウォーズ THE VIDEO GAME」（2005年7月7日発売、日本語翻訳版発売機種：PS2・GBA）
- 「レゴ スター・ウォーズII THE ORIGINAL TRILOGY」（2006年11月2日発売、日本語翻訳版発売機種：PS2・DS）
- 「レゴ スター・ウォーズ THE COMPLETE SAGA」（2008年3月27日発売、日本語翻訳版発売機種：PS3・Wii）
- 「Lego Star Wars III: The Clone Wars」（2011年、日本語版未発売）
- 「LEGO スター・ウォーズ/フォースの覚醒」（2016年10月13日発売、日本語翻訳版発売機種：PS3・PS4・Wii U・PS Vita・3DS）
- 「LEGOスター・ウォーズ：スカイウォーカー・サーガ」（2022年4月5日発売、日本語翻訳版発売機種：PS5・PS4・Switch）

#### レゴ インディ・ジョーンズ
- 「レゴ インディ・ジョーンズ」（2008年、日本語版発売中止）
- 「Lego Indiana Jones 2: The Adventure Continues」（2009年、日本語版未発売）

#### レゴ バットマン
- 「レゴ バットマン THE VIDEO GAME」（2008年12月18日発売、日本語翻訳版発売機種：PS2・PS3・Xbox 360・DS）
- 「レゴ バットマン2 DCスーパーヒーロー」（2012年、PS3・Xbox 360・DS）
- 「LEGO バットマン3 ザ・ゲーム ゴッサムから宇宙へ」（2015年4月2日発売、日本語翻訳版発売機種：PS3・PS4・Wii U・3DS）
- 「レゴ DCスーパーヴィランズ」 (Lego DC Super-Villains) （2018年発売、日本語版発売機種：PS4、switch）[21]

#### レゴ ハリー・ポッター
- 「レゴ ハリー・ポッター 第1章-第4章」（2011年4月21日発売、日本語版発売機種：PS3）
- 「Lego Harry Potter: Years 5–7」（2011年・2012年、日本語版未発売）

#### レゴシティ
- 「レゴシティ アンダーカバー」（2013年7月25日/2017年6月29日発売、日本語版発売機種：Wii U・Switch・PS4）
- 「レゴシティ アンダーカバー チェイス ビギンズ」（2015年3月5日発売、3DS）

#### レゴ マーベル
- 「LEGO マーベル スーパー・ヒーローズ ザ・ゲーム」（2015年1月22日発売、日本語翻訳版発売機種：PS3・PS4・Wii U・3DS）
- 「LEGO マーベル アベンジャーズ」（2016年4月28日発売、日本語翻訳版発売機種：PS3・PS4・Wii U・PS Vita・3DS）
- 「LEGO マーベル スーパー・ヒーローズ 2 ザ・ゲーム」（2018年2月1日発売、日本語翻訳版発売機種：PS4・NSw）

#### レゴ ニンジャゴー
- 「LEGO ニンジャゴー ローニンの影」（2015年9月3日発売、日本語版発売機種：3DS）
- 「LEGO ニンジャゴー ニンドロイド」（2016年11月22日発売、日本語版発売機種：PS Vita・3DS）
- 「レゴ ニンジャゴー ムービー ザ・ゲーム」（2017年10月19日発売、日本語版発売機種：PS4・NSw）

#### その他
- 「レゴ パイレーツ・オブ・カリビアン THE VIDEO GAME」（2011年、日本語版未発売）
- 「レゴ ロード・オブ・ザ・リング THE VIDEO GAME」（2012年、日本語版未発売）
- 「LEGO ムービー ザ・ゲーム」（2014年11月6日発売、日本語版発売機種：PS3・PS4・Wii U・3DS）
- 「LEGO ジュラシック・ワールド」（2015年11月5日発売、日本語版発売機種：PS3・PS4・Wii U・3DS）
- 「LEGO ワールド 目指せマスタービルダー」（2017年4月6日/11月22日発売、日本語版発売機種：PS4/NSw）
- 「レゴ インクレディブル・ファミリー」（2018年発売、日本語版発売機種：PS4、switch）[22]
- 「レゴムービー2 ザ・ゲーム」（2019年発売、日本語版発売機種：PS4、switch）[23]
- 「LEGOフォートナイト（英語版）」
- 「LEGO HORIZON ADVENTURES（英語版）」

### テレビアニメ
- レゴ ニンジャゴー
- レゴ チーマ 〜アニマル戦士たちの伝説〜
- レゴ フレンズ
- LEGO スター・ウォーズ:ヨーダ・クロニクル
- LEGO スター・ウォーズ:ドロイド・テイルズ
- レゴ ネックスナイツ
- LEGO スター・ウォーズ/たたかえ!レジスタンス
- LEGO スター・ウォーズ/フリーメーカーの冒険
- LEGO アナと雪の女王 オーロラの輝き
- レゴ モンキーキッド
- LEGO ピクサー:ブリックトゥーンズ
- LEGO スター・ウォーズ/リビルド・ザ・ギャラクシー

### 配信アニメ
- LEGO スター・ウォーズ/ホリデー・スペシャル
- LEGO スター・ウォーズ/恐怖のハロウィーン
- LEGO スター・ウォーズ/サマー・バケーション
- LEGO ディズニープリンセス:お城の冒険

### 映画
- LEGO ムービー（2014年）
- レゴバットマン ザ・ムービー（2017年）
- レゴニンジャゴー ザ・ムービー（2017年）
- レゴ ムービー 2（2019年）

## 類似玩具
- ダイヤブロック（レゴと互換性がない） - カワダ
- ナノブロック（レゴと互換性がない） - カワダ
- テンテ（レゴと互換性がない） - 野村トーイ
- N&Bブロック（レゴと互換性がある） - 任天堂
- メガブロック（レゴと互換性がある） - マテル、バンダイ
- クレオ・KRE-O（レゴと互換性がある） - ハズブロ、タカラトミー
- 1歳で積める、遊べる体感ブロック（レゴと互換性がない） - ピープル
- ブロックラボ（レゴと互換性がある） - バンダイ
- ファーストベビーブロック（レゴと互換性がある） - ポリーエム社
- 三国小侠（レゴと互換性がある）-Decool社

### ミニフィグの類似玩具
- 働く人シリーズ ハーペーインターナショナル（スイス）
- プレイモービル ジオブラ・ブランドスタッター（ドイツ）
- Minimates Art Asylum（アメリカ）
- KUBRICK、BE@RBRICK、BABEKUB、B@WBRICK
- Qee Toy2R（香港）

## テレビ番組
- 日経スペシャル カンブリア宮殿 新戦略「大人のレゴ」の全貌（2022年4月14日、テレビ東京）- レゴジャパン社長 長谷川敦出演[24]

## 関連書籍
- レゴのしくみで遊ぶ本 五十川芳仁著、ソフトバンクパブリッシング 、1999年12月8日、ISBN 4-7973-1047-2
- ブロック玩具で遊ぼう!!  さいとうよしかず著、ソシム 、2008年4月21日、ISBN 978-4-88337-596-7
- 続・ブロック玩具で遊ぼう!! さいとうよしかず著、ソシム 、2008年12月25日、ISBN 978-4-88337-628-5
- レゴの世界 レゴ・ジャパン監修、レゴ社著、東京書籍 、1999年4月13日、ISBN 4-487-79508-7
- レゴ ミニフィギュアの本 ネヴィン・マーテル著、五十嵐加奈子訳、東京書籍 、2009年12月2日、ISBN 978-4-487-80421-4
- レゴブロックの世界 ダニエル・リプコーウィッツ著、五十嵐加奈子訳、東京書籍、2009年12月12日、ISBN 978-4-487-80420-7
- レゴブックミュージアム Vol.1 北本水晶著、扶桑社 、2003年6月30日、ISBN 4-594-03997-9
- ニューズウィーク日本版スペシャルエディション レゴの全て CCCメディアハウス、2018年8月31日、ISBN 978-4-484-14749-9